# Brun
Brun er en mellemting mellem gult og sort, det vil sige en orange-, rød- eller rosa-agtig farve af lav farveintensitet. De brune farvenuancer kaldes gerne jordfarver og omfatter varme, gule og røde farvetoner.
Brun er en blandingsfarve og findes ikke i det naturlige farvespekter. Man kan lave brun maling ved for eksempel at blande rødt og grønt eller gult, rødt og orange med sort. Hvis man tilsætter hvidt til brunt, kaldes pastelfarven som da opstår, gerne beige.
Brun kan derfor betragtes som en substans ved at det er spektrummet i massen og indfaldsvinkelen som gør at vores hjerner viser den brune farve.
 Der er for få eller ingen kildehenvisninger i denne artikel, hvilket er et problem. Du kan hjælpe ved at angive troværdige kilder til de påstande, som fremføres i artiklen.

- Wikimedia Commons har flere filer relateret til Brun

| Artikelstump | Spire Denne artikel om en farve er en spire som bør udbygges. Du er velkommen til at hjælpe Wikipedia ved at udvide den. |